# Mikałaj Jakouczyk
Mikałaj Sciapanawicz Jakouczyk (biał. Мікалай Сцяпанавіч Якоўчык, ros. Николай Степанович Яковчик, Nikołaj Stiepanowicz Jakowczik) – białoruski polityk, deputowany do Rady Najwyższej Republiki Białorusi XIII kadencji, w latach 1998–2000 deputowany do Izby Reprezentantów Zgromadzenia Narodowego Republiki Białorusi I kadencji.

## Życiorys
W 1995 roku mieszkał we wsi Zakoziel w rejonie drohiczyńskim. Pełnił funkcję dyrektora sowchozu „Zakozielski” w rejonie drohiczyńskim, był członkiem Partii Agrarnej. W pierwszej turze wyborów parlamentarnych 14 maja 1995 roku został wybrany na deputowanego do Rady Najwyższej Republiki Białorusi XIII kadencji z Antopolskiego Okręgu Wyborczego Nr 17. 9 stycznia 1996 roku został zaprzysiężony na deputowanego. Od 23 stycznia pełnił w Radzie Najwyższej funkcję członka Stałej Komisji ds. Budżetu, Podatków, Banków i Finansów. Należał do frakcji agrariuszy. 1 kwietnia został członkiem stałej delegacji Rady do Zgromadzenia Północnoatlantyckiego. Od 3 czerwca był członkiem grupy roboczej Rady Najwyższej ds. współpracy z parlamentem Republiki Kazachstanu. Poparł dokonaną przez prezydenta Alaksandra Łukaszenkę kontrowersyjną i częściowo nieuznaną międzynarodowo zmianę konstytucji. 27 listopada 1996 roku nie został jednak wybrany przez prezydenta do pierwotnego składu utworzonej przez niego Izby Reprezentantów Zgromadzenia Narodowego Republiki Białorusi I kadencji. 16 grudnia 1998 roku, w związku z wygaśnięciem mandatów dwóch deputowanych do Izby, został włączony do grona deputowanych tego organu. Zgodnie z Konstytucją Białorusi z 1994 roku jego mandat deputowanego do Rady Najwyższej zakończył się 9 stycznia 2001 roku; kolejne wybory do tego organu jednak nigdy się nie odbyły.